# Mateusz Kijowski

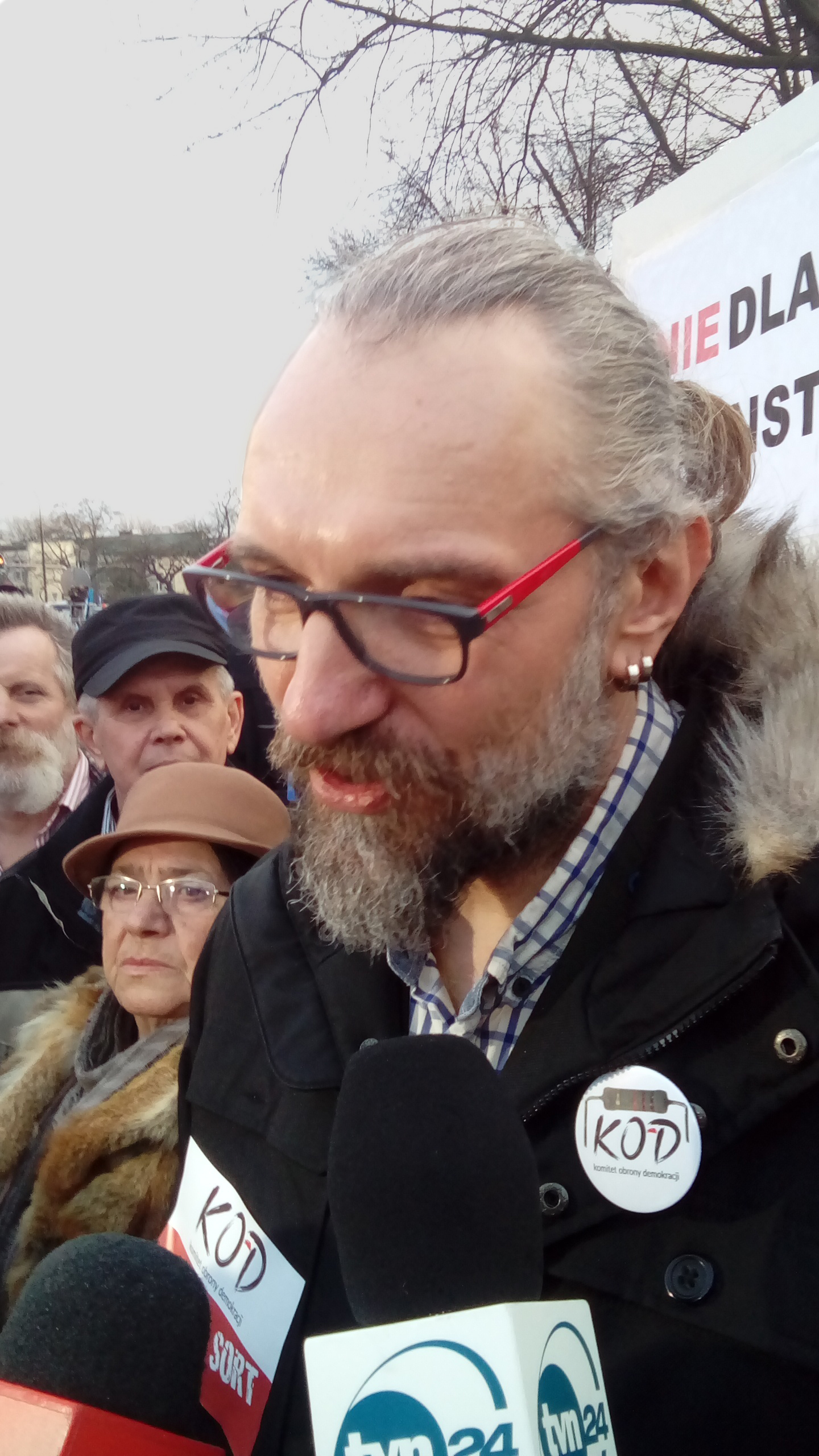
Mateusz Kijowski
am 19. Dezember 2015

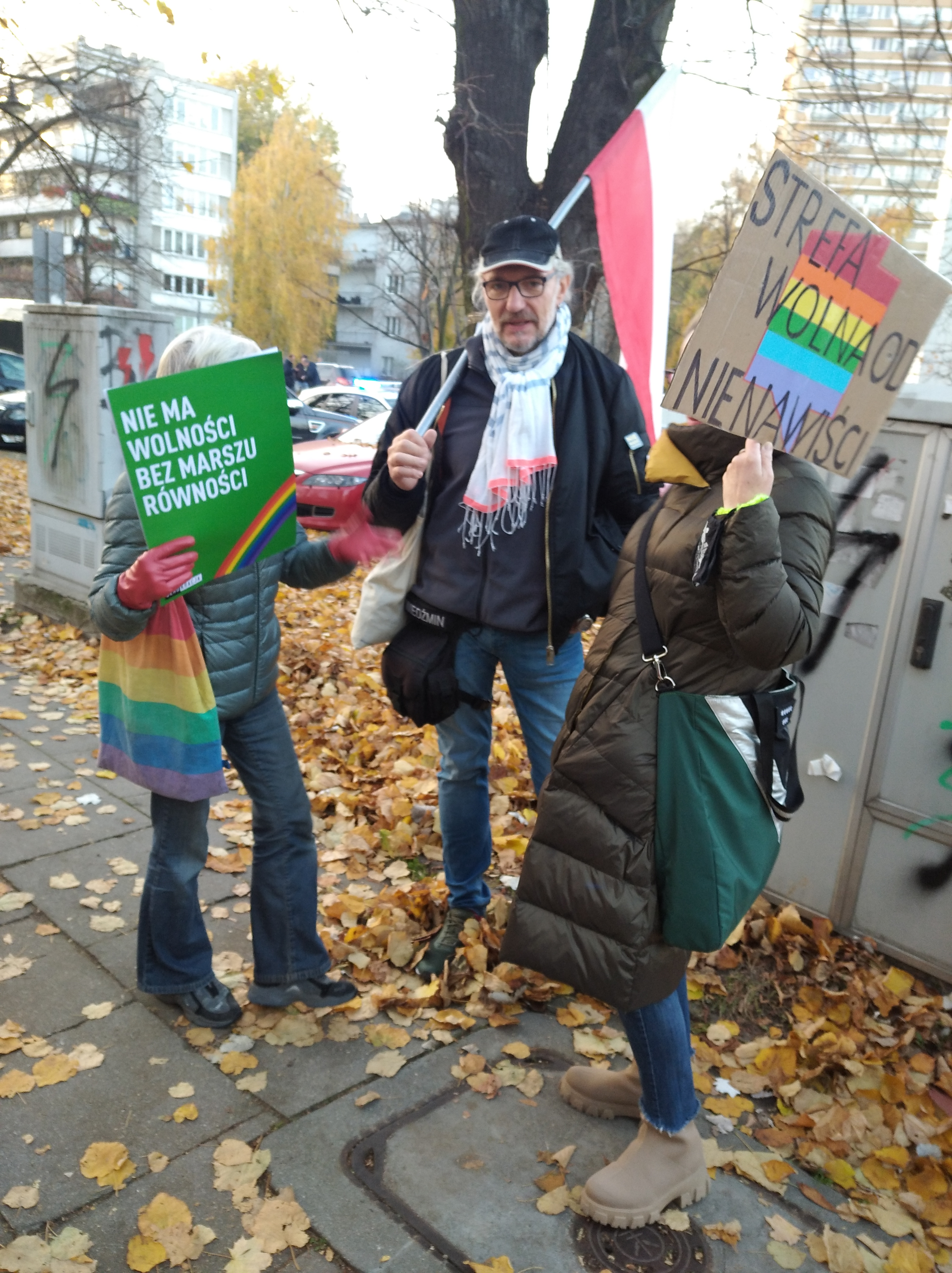
Mateusz Kijowski (2021).

Mateusz Kijowski (* 12. Dezember 1968 in Warschau) ist ein polnischer Informatiker, Aktivist und Gründer der Protestbewegung KOD.

## Werdegang
Kijowski studierte zunächst für ein Semester Mathematik an der Universität Warschau sowie Theologie am Institut für Familienstudien der Kardinal-Stefan-Wyszyński-Universität Warschau und schließlich Journalistik an derselben Hochschule. Er brach sein Studium nach einem Jahr ab, um bei einer Textilfirma zu arbeiten, wo er Schlafsäcke und Daunenjacken entwarf. 1991 wurde er in der Informatikabteilung der Gazeta Wyborcza angestellt. 1993 bildete er zudem im Warschauer Zentrum für Computerunterricht Netzbetreiber aus. 2000 schloss Kijowski schließlich mit Diplom ein Studium an der privaten Hochschule für Unternehmensführung Warschau ab.
Seine Tätigkeit als Aktivist begann Kijowski bei der örtlichen Pfarrei und war in der Vaterbewegung tätig, die sich um die Rechte geschiedener Väter kümmert. Des Weiteren war er Mitbegründer der Aktion „stopstopnop“, die gegen die Gegner der Kinderimpfung eintritt und Mitinitiator einer Organisation, die gegen Gewalt an Frauen kämpft.
Unzufrieden mit der Regierungspolitik der alleinregierenden Partei Recht und Gerechtigkeit (PiS) eröffnete er am 20. November 2015 auf Facebook eine Gruppe unter dem Namen Komitet Obrony Demokracji (siehe Komitee zur Verteidigung der Demokratie, KOD), die nach nur drei Tagen rund 30.000 Mitglieder zählte und sich zu einer landesweiten Bewegung entwickelte. Am 2. Dezember 2015 fand in Warschau das konstituierende Treffen der Gründungsmitglieder des KOD statt. Es wurde die Satzung verabschiedet und ein Interimsverwaltungsrat berufen. Kijowski wurde zum Mitglied des Rates gewählt.
Am 3. Dezember 2015 sind die Mitglieder des KOD zum ersten Mal öffentlich mit einem Streikposten zur Unterstützung des von der PiS beeinträchtigten polnischen Verfassungsgerichtshofes aufgetreten. In den vom KOD organisierten Kundgebungen, die erstmals am 12. Dezember 2015 in Warschau und am 19. Dezember 2015 in über zwanzig weiteren Städten Polens stattfanden, protestierten zehntausende Bürger gegen die Regierungspolitik.
Kijowski war zweimal verheiratet und hat drei Kinder. Am 20. Februar 2017 hat die zuständige Staatsanwaltschaft ein Strafverfahren gegen ihn wegen Verletzung der Unterhaltspflicht seinen Kindern gegenüber eingeleitet. Seine Unterhaltsschulden sollen über 200.000 Złoty betragen.
Er erhielt bereits mehrmals Morddrohungen und hat um Polizeischutz angefragt.
Anfang Januar 2017 wurde öffentlich bekannt, dass sich Kijowski 90.000 Złoty (ca. 20.000 Euro) an Spendengelder auf sein Firmenkonto als Gegenleistung für angebliche Informatik-Dienstleistungen überweisen ließ. Der Vorstand forderte daraufhin seinen Rücktritt, der dies jedoch verweigerte. Ende Januar 2017 er wurde bei den turnusmäßigen Wahlen zum Vorsitzenden der Warschauer Region Masowien gewählt. Nachdem Kijowski dann 2018 zurückgetreten war, arbeitete er als Frisör und Taxifahrer.